# Славољуб Станковић Вава
Славољуб Станковић Вава (Београд, 9. јануар 1928 — Београд, 28. октобар 2006) је био српски вајар.

## Биографија
Рођен је 9. јануара 1928. у Београду. Дипломирао је вајарство на Факултету ликовних уметности Универзитета уметности у Београду, где је завршио и постдипломске студије. Током студија је путовао у Француску, Енглеску, Италију, Грчку, Белгију, Холандију, Швајцарску, Немачку, Аустрију, Турску, Данску, Сједињене Америчке Државе и Шпанију. Самостално је излагао у Београду 1956, 1959. и 1966, Скопљу 1957. и Зајечару 1976. године. Учествовао је на групним изложбама Удружења ликовних уметника Србије од 1954, Октобарском салону, Тријеналу ликовних уметности у Београду, изложби скулптуре у слободном простору Београда, изложбама у Загребу, Љубљани, Сарајеву, Скопљу, Подгорици, Паризу, Вашингтону и другим. Добитник је откупне награде стрељаним ђацима у Крагујевцу 1961, откупне награде за споменик револуцији у Љубљани 1962, прве награде за споменик Светозару Марковићу у Јагодини 1967, треће награде за споменик Моше Пијаде у Београду 1968. и награде „Златно длето” на изложби УЛУС-а 1970. године. Аутор је бисте Моше Пијаде на Калемегдану, фигуре „Водоноша” у Новом Београду, скулптуре „Одмор” у Дому здравља Врачар, бисте народних хероја у Гостивару, Маврову и Берани. Његове скулптуре се налазе у музејима у Београду и Крагујевцу и у приватним збиркама у Паризу, Сједињеним Америчким Државама, Енглеској и Швајцарској. Преминуо је 28. октобра 2006. у Београду.